# Siegfried Berger (Schriftsteller)
Hermann Walter Siegfried Berger (* 20. Dezember 1891 in Merseburg; † 27. März 1946 in Halle (Saale)) war ein deutscher Schriftsteller und Landespolitiker.

## Leben
Siegfried Berger wurde als zweiter Sohn des Mittelschullehrers Hermann Berger (1863–1923), der zugleich als Gesangslehrer am Domgymnasium Merseburg, als Domkantor und Leiter des von ihm gegründeten Merseburger Bachvereins wirkte, und seiner Ehefrau Hermine geb. Block mit den Taufnamen Hermann Walter Siegfried geboren. Er besuchte das Domgymnasium Merseburg, von dem er sich 1911 mit einer selbstbewussten Abiturienten-Rede verabschiedete, und studierte anschließend in Tübingen, Berlin, Halle (Saale) und Marburg Philosophie, Germanistik, Geschichte und Theologie. Mit seiner Dissertation „Über eine unveröffentlichte Wissenschaftslehre J. G. Fichtes“  wurde er 1918 zum Dr. phil. in Marburg promoviert.
Am 1. April 1922 wurde Siegfried Berger schließlich Redakteur, dann Chefredakteur beim „Merseburger Korrespondenten“. Er verfasste dabei z. T. unter den Pseudonymen „Chronos“ und „Montanus“ nicht nur Artikel über historische Persönlichkeiten, landschaftsgebundene Kulturbetrachtungen und zu kulturpolitischen Tagesthemen, sondern trat auch mit eigenen Erzählungen und Schilderungen hervor und setzte sich humorvoll für die heimische Mundart ein („Merscheborcher Babeleien von Baul von dr Saole“). Darüber hinaus förderte er junge Talente wie den jungen Walter Bauer (1904–1976).
Bereits frühzeitig knüpfte Berger freundschaftliche Kontakte zu Erhard Hübener als Mitglied der Deutschen Demokratischen Partei (DDP), der später erster Ministerpräsident des Landes Sachsen-Anhalt wurde. Hübener berief als Landeshauptmann der preußischen Provinz Sachsen am 1. Mai 1927 Siegfried Berger in den Staatsdienst. Zunächst war Berger sein wissenschaftlicher Hilfsarbeiter, um Hübener publizistisch bei der Entwicklung des Sachsen-Anhalt-Planes als Kernstück der Überwindung der staatlichen Zersplitterung Mitteldeutschlands zu unterstützen. Dabei arbeitete er sich als Seiteneinsteiger in einem solchen Maße in die Verwaltung ein, dass er im Februar 1928 dann vom 43. Landtag der Provinz Sachsen für 12 Jahre zum Landesrat gewählt wurde. Zu seinen Aufgaben zählten das Pressewesen, die Fürsorge für das Blinden- und das Taubstummenwesen, die Betreuung des Hilfsdezernats für Finanzen und die Kulturpflege. In dieser Funktion war Berger als Delegierter des Landeshauptmanns in zahlreichen Gremien für die landschaftliche Kulturpflege tätig. Ihm ist beispielsweise der Erhalt des Goethe-Theaters in Bad Lauchstädt in den 1930er Jahren wesentlich mit zu verdanken.
Nach der Machtübernahme durch die Nationalsozialisten 1933 wurden einige seiner politischen Schriften verboten. Aufgrund seiner herausragenden Verwaltungskenntnisse konnte er trotz seiner demokratischen Gesinnung im Staatsdienst verbleiben. Es gelang ihm, sich in der Hauptsache dem Gebiet der Kulturpflege zu widmen. Bereits im Juli 1933 wurde er zum Mitglied des Programmbeirats des Mitteldeutschen Rundfunks ernannt.
Ferner gab er 1938 mit geschickt erworbener Förderung des Landeshauptmanns Kurt Otto die Schrift Aus der Provinz Sachsen von Louise von François mit einem kundigen Nachwort und 1939 die bibliophile Ausgabe "Die Merseburger Zaubersprüche" heraus, widmete sich Leopold von Ranke und blieb selbst schriftstellerisch tätig.
Nach dem Ende des Zweiten Weltkrieges war er an der Gründung des Kulturbundes zur demokratischen Erneuerung Deutschlands beteiligt und wurde dessen erster Vorsitzender in Sachsen-Anhalt. Berger zählte zu dieser Zeit zu den am meisten gelesenen zeitgenössischen Schriftstellern in Sachsen-Anhalt, der sich auch während der NS-Zeit auf seinen loyalen Verlagsbuchhändler Helmut Schoepke (Friedrich Stollberg Verlagsbuchhandlung in Merseburg) verlassen konnte.
1945 wurde Siegfried Berger in der Provinz Halle-Merseburg zum Präsidenten des Verwaltungsbezirks Merseburg ernannt. Bei dem Wiederaufbau der überörtlichen Verwaltungsorganisation und eines kulturellen Neubeginns ruinierte er seine bereits beeinträchtigte Gesundheit und starb, erst 54-jährig, am 27. März 1946. Unter überwältigender Anteilnahme fand im Dom zu Merseburg die Trauerfeier statt.
Am 27. März 2021 organisierte der Merseburger Freundeskreis Literatur e. V. zu Bergers 75. Todestag eine Gedenkveranstaltung in der St.-Viti-Kirche auf dem Altenburger Friedhof in Merseburg. Alljährlich am 20. Dezember findet auch eine Kranzniederlegung an Bergers Grab auf dem Altenburger Friedhof statt.

## Ehrungen
- Ernennung zum Domherrn am 1. August 1945 und zum Mitglied des Domkapitels Merseburg durch den Präsidenten der Provinz Sachsen
- Benennung der Hauptschule in Merseburg
- Benennung einer Straße in Lutherstadt Eisleben
- Benennung einer Straße in Merseburg
- Benennung eines Saales im Merseburger Ständehaus

## Werke
- Das Probejahr. Eine heitere Kandidaten- und Kleinstadtgeschichte, Merseburg 1924
- Der Traum des Magisters. Zum 550. Jubiläum des Domgymnasiums zu Merseburg, 27. Juni 1925, Merseburg 1925
- Das Silberpaar. Eine ergötzliche Geschichte aus Kaffeesachsen, Bad Pyrmont u. a. 1925
- Feuersbrunst. Geschichtliche Erzählung, Merseburg 1925
- Heilige Opfer, Bad Pyrmont u. a. 1926
- Professor Dr. Wilhelm Bithorn, Bad Pyrmont u. a. 1927
- Uta und der Blinde, Merseburg 1931
- Schloßgeschichten, Bad Pyrmont, 1932
- Glanz über einer kleinen Stadt. Eine Geschichte von Husaren, Kleinbürgern und Großfürsten, Merseburg 1934
- Die tapferen Füße. Novellen, Merseburg 1935
- Schlote wachsen im Land, Merseburg 1938
- Die Glocknerfahrt. Erzählung, Merseburg 1941
- Der König und die Sängerin, 1942
- Regine und die Ahnherren, Leipzig 1943
- Der unhöfliche Rabe, Merseburg 1946
- Die erlauchten Gebeine, Gütersloh 1946